# Artima Serithammarak
Artima Serithammarak (Thai: อาทิมา เสรีธรรมรักษ์; * 29. Januar 1991) ist eine thailändische Badmintonspielerin. 

## Karriere
Artima Serithammarak nahm 2009 an der Badminton-Juniorenweltmeisterschaft teil und gewann dort Bronze mit dem thailändischen Team. Bei den Laos International 2009 wurde sie Dritte im Mixed, bei den thailändischen Meisterschaften 2010 Dritte im Doppel. Auch bei den Malaysia International 2012 und den Austrian International 2013 belegte sie Rang drei im gemischten Doppel.